# Cyclotorna monocentra
Cyclotorna monocentra is een vlinder uit de familie van de Cyclotornidae. De wetenschappelijke naam van de soort is voor het eerst geldig gepubliceerd in 1907 door Meyrick.